# Kloster Santa Maria Incoronata
Kloster Santa Maria Incoronata war eine Zisterzienserabtei in Apulien, Italien. Es lag rund 13 km südöstlich der Stadt Foggia in der gleichnamigen Provinz und in der Nähe des im Altertum schiffbaren Flusses Cervaro, ehemals in einem großen Eichenwald, einem Jagdgebiet von Friedrich II.

## Geschichte
Die Gründung eines Klosters wird nach der Legende auf eine Marienerscheinung mit einer Krönung durch Engel und die Auffindung eines Marienbilds im 11. Jahrhundert zurückgeführt. Daraufhin wurde zunächst eine kleine Kirche errichtet, die bald zu einem größeren Heiligtum erweitert wurde. Schon 1066 wird von einem Konvent berichtet. Im Jahr 1232 überließ Papst Gregor IX. diesen Konvent dem Zisterzienserorden. In ihn zogen die ursprünglich aus Kloster Ferraria gekommenen Mönche aus dem aufgegebenen Kloster Santo Spirito della Valle in der Diözese Tarent ein. Das Kloster gehörte dadurch der Filiation der Primarabtei Clairvaux an. Der erste Abt des Klosters wurde bestraft, weil er an den folgenden Generalkapiteln nicht teilnahm. In der Folgezeit fiel das im 16. Jahrhundert vergrößerte Kloster in Kommende. 1808 wurden die Güter vom Staat eingezogen. In der Nähe des Klosters entwickelte sich ein Stadtteil von Foggia. Das Heiligtum wurde 1950 den Figli della Divina Provvidenza di D. Orione anvertraut, die Kirche und Kloster abbrachen und durch einen neuen Komplex (die Kirche 1965) ersetzten.

## Anlage und Bauten
Auf der Stelle des Klosters steht die neuzeitliche Anlage aus dem 20. Jahrhundert. Die Kirche Basilica della Beata Maria Vergine Madre di Dio Incoronata erhielt  den Titel einer Basilica minor.